# 中西鷹山
中西 鷹山（なかにし ようざん、1772年12月28日（安永元年12月5日） - 1827年6月4日（文政10年5月10日））は江戸時代後期の医師。名は惟孝。字(あざな)は君友。通称は幹蔵。中西深斎の子。

## 経歴・人物
京都に生まれる。父の下で学び、父の『傷寒論』に関する研究を発展させ『傷寒論弁正箋注』を著した。その他著作に『医按』等がある。